# Codex Regius (Nowy Testament)
Codex Regius (Gregory-Aland no. Le albo 019; von Soden ε 56) – grecki uncjalny rękopis Nowego Testamentu. Paleograficznie datowany jest na VIII wiek, a przechowywany we Francuskiej Bibliotece Narodowej (Grec 62), w Paryżu . Rękopis wyróżnia fakt posiadania dwóch zakończeń Ewangelii według Marka. Posiada noty marginalne.
Tekst kodeksu reprezentuje tradycję aleksandryjską, jednak pewne jego partie zostały skażone przez tekst obcej tradycji. Ponadto zawiera wiele błędów popełnionych przez skrybę, pomimo tego podstawa tekstu sięga bardzo dobrej tradycji tekstologicznej. Kurt Aland zaliczył go do II kategorii. Od XVIII wieku cieszy się zainteresowaniem ze strony krytyków tekstu, jest jednym z najważniejszych rękopisów Nowego Testamentu i jest cytowany we wszystkich krytycznych wydaniach greckiego Nowego Testamentu. Tekst kodeksu wydał Konstantin von Tischendorf w 1846 roku i od tej pory nie było nowego wydania.

## Opis
Przekazuje tekst Ewangelii, z pięcioma małymi lukami (Mt 4,22-5,14; 28,17-20; Mk 10,16-30; 15,2-20; J 21,15-25). Zachowało się 257 pergaminowych kart (23,5 na 17 cm), z niemal kompletnym tekstem czterech Ewangelii. Pergamin jest gruby, karty kodeksu ułożone są w quarto (cztery w jednym foliale).

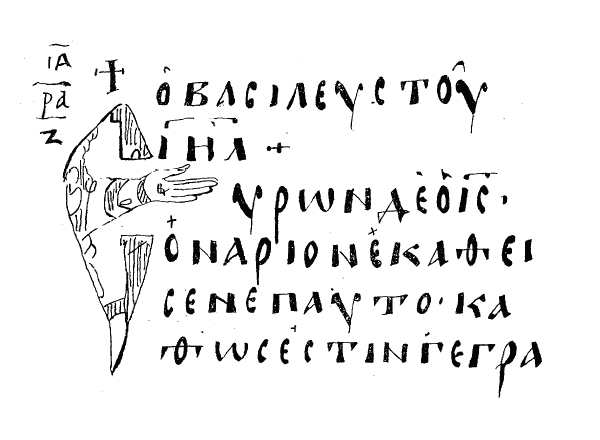
Jan 12,13-14 (facsimile Scrivenera z 1861), inicjał dla epsilon zawiera motyw błogosławiącej dłoni

Tekst pisany jest w 2 kolumnach na stronę, 25 linijek w kolumnie. Tekst jest pisany wedle zasady scriptio continua, przerwy między wyrazami występują rzadko. Litery są wielkie, prostokątne, ciasno ułożone, rzadko przybierają okrągłe kształty. Litera fi jest nadzwyczaj wielka, litera alfa prezentuje ostatnie stadium uncjały. Litery posiadają przydechy i akcenty lecz często w niewłaściwych miejscach. Często występuje błąd itacyzmu. Nie stosuje iota adscriptum ani iota subscriptum (podobnie jak Codex Coislinianus). Nomina sacra pisane są skrótami, dyftongi ΑΥ oraz ΟΥ czasem bywają skracane do ligatur. Nagłówki oraz inicjały są zdobione .
Litery Θ Ε Ο Σ są skompresowane, litery Ζ Χ Ξ są wydłużone poniżej dolnej linii. Stosuje punktację, która oddawana jest przy pomocy dwóch znaków, przez znak krzyża dla większych pauz i comma – dla mniejszych. Skryba pisał niestarannie , błędy ortograficzne występują na każdej stronie rękopisu.
Przed każdą z Ewangelii zamieszczone zostały tablice κεφαλαια (spis treści), tekst Ewangelii dzielony jest według κεφαλαια (rozdziały), których numery umieszczono na marginesie, w górnym marginesie natomiast znajdują się τιτλοι (tytuły rozdziałów) owych κεφαλαια. Ponadto tekst Ewangelii dzielony jest według mniejszych Sekcji Ammoniusza, których numery umieszczono na marginesie, z odniesieniami do Kanonów Euzebiusza (pisane pod numerami Sekcji Ammoniusza). Jednak numery sekcji często są wstawiane w niewłaściwych miejscach, a to oznacza że skryba nie rozumiał ich znaczenia . Kodeks posiada na marginesie oznaczenia liturgiczne, dzięki czemu mógł być używany w liturgii. Posiada też na marginesie okazyjne noty z komentarzami (scholia), niektóre z nich zostały wprowadzone przez skrybę do tekstu głównego .

## Tekst

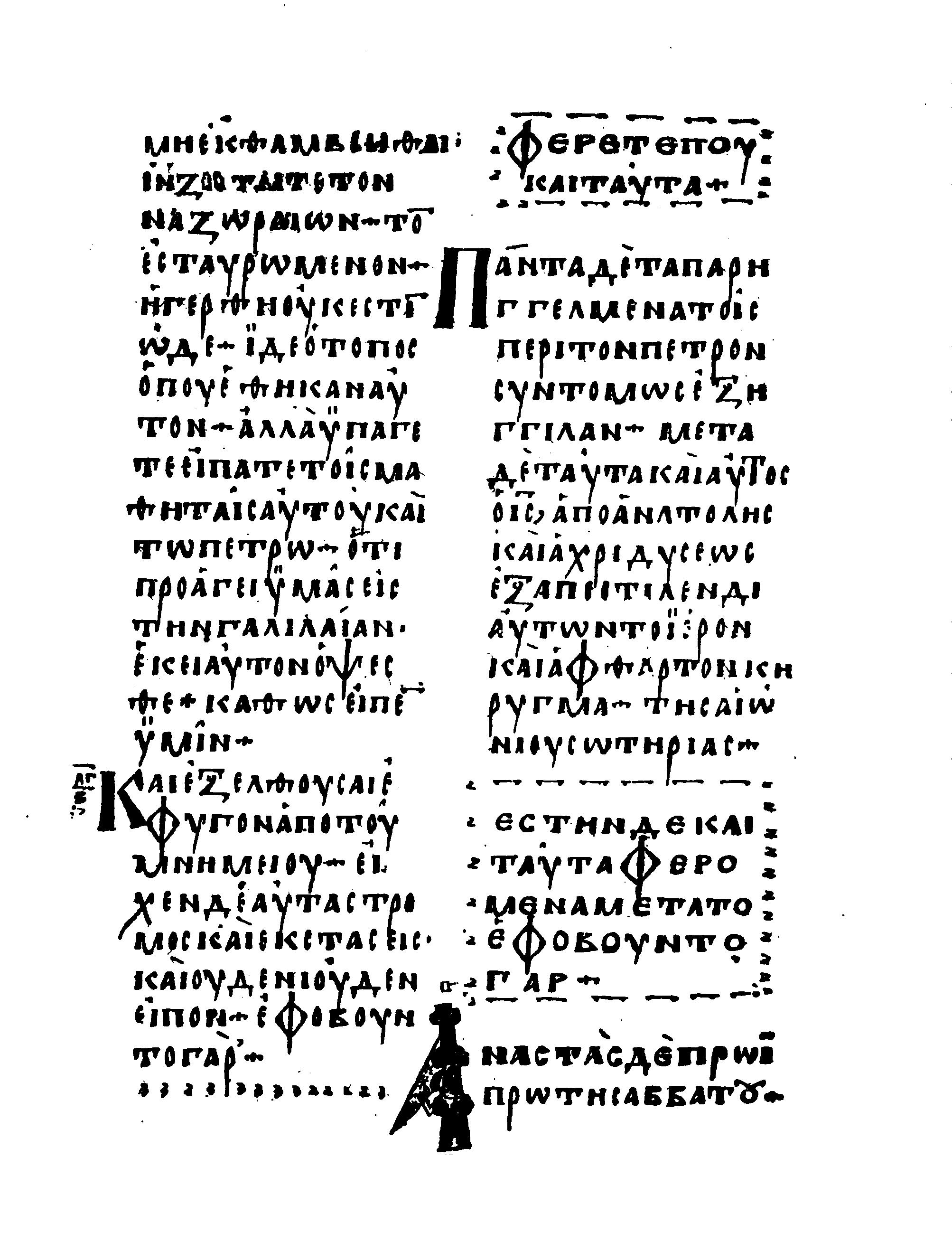
Zakończenie Marka, facsimile Omonta z 1892

Grecki tekst kodeksu reprezentuje późny tekst aleksandryjski z wielką liczbą bizantyjskich naleciałości. Pierwsza połowa Ewangelii według Mateusza (1,1 – 17,26) jest niemal całkowicie zgodna z tekstem bizantyjskim. Hort sądził, że zasadniczo reprezentuje tekst niezależny ale z pewną liczbą gramatycznych korekt . Kurt i Barbara Alandowie dali mu następujący profil tekstualny – 521, 751/2, 1252, 64s. Profil ten oznacza, że tekst kodeksu 52 razy wspiera tekst bizantyjski przeciwko „oryginalnemu”, a 125 razy tekst „oryginalny” przeciwko bizantyjskiemu, 75 razy jest zgodny z tekstem bizantyjskim jak i „oryginalnym”, ponadto posiada 64 sobie właściwe warianty tekstowe (Sonderlesarten). W oparciu o ten profil Alandowie zaklasyfikowali go do II kategorii, a to oznacza, że zawiera pewne naleciałości, pochodzące z recenzji powstałych w IV wieku. Frederik Wisse, który przeanalizował profil tekstualny dla rozdziałów 1, 10 i 20 Ewangelii według Łukasza stwierdził, że reprezentują one ściśle aleksandryjski tekst. Tekst bliższy jest dla Kodeksu Watykańskiego, niż Synajskiego  i ewidentnie pochodzi z tego samego archetypu co kodeks Watykański. Przed odkryciem Kodeksu Synajskiego oraz opublikowaniem Kodeksu Watykańskiego był bardzo ważnym świadkiem tekstu aleksandryjskiego w Ewangeliach.
W niektórych przypadkach wspiera Sinaiticus i Vaticanus niemal przeciwko wszystkim pozostałym rękopisom. W Mt 23,38 słowo ερημος (pustynia) zostało opuszczone, jak w Vaticanus oraz lekcjonarzu ℓ 184. W Mt 19,29 zamiast (stokrotnie) stosuje πολλαπλασιονα (wielokrotnie) jak ma Kodeks Watykański oraz minuskuł 1010.

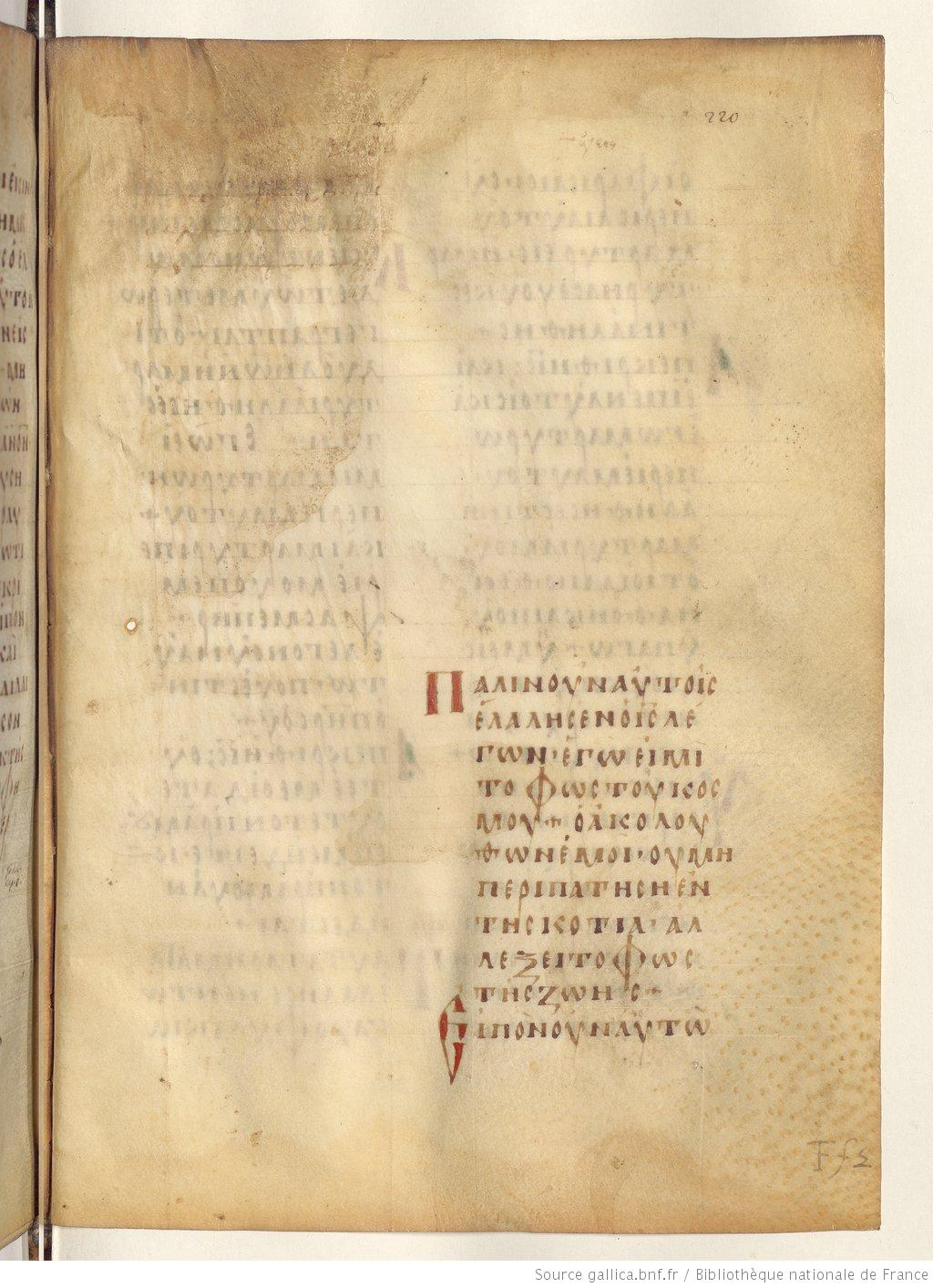
Pusta przestrzeń dla Pericope adulterae

Zawiera dwa zakończenia Ewangelii według Marka, jednak krótsze zakończenie umieszczone zostało w pierwszej kolejności. Kodeks jest najważniejszym świadkiem dla krótkiego zakończenia. Obecność krótkiego zakończenia i umiejscowienie go przed długim zakończeniem potwierdza, że brak zakończenia Marka w kodeksach Synajskim i Watykańskim nie jest dziełem przypadku, a pierwotny tekst aleksandryjski był pozbawiony zakończenia .
Tekst J 7,53-8,11 został opuszczony, pozostawiono w tym miejscu pustą przestrzeń (podobnie jak kodeks Δ), jakkolwiek przestrzeń jest zbyt mała by pomieścić perykopę. W tekście Ewangelii brak następujących wierszy: Mt 12,47; 18,11; Mk 7,16; 9,44.46; 11,26; Łukasz 17,36; J 5,3b. Brak tych wierszy jest charakterystyczny dla rękopisów reprezentujących aleksandryjską tradycję tekstu. Brak również niektórych fraz, które zwykle nie występują w aleksandryjskich rękopisach (np. Mk 11,26). Zawiera jednak Mt 17,21, którego nie mają Kodeks Synajski i Watykański.
W Ewangelii według Mateusza 10,12 zawiera dodatkową frazę λεγοντες ειρηνη τω οικω τουτω, większość rękopisów ma w tym miejscu αυτην. Wariant ten występuje w: Sinaiticus*,2, Bezae, Washingtonianus, Koridethi, f 1 1010 (1424), it vgcl.
W Ewangelii według Mateusza 27,49 zawiera aleksandryjską interpolację: ἄλλος δὲ λαβὼν λόγχην ἒνυξεν αὐτοῦ τὴν πλευράν, καὶ ἐξῆλθεν ὖδορ καὶ αἳμα (inny wziął swoją włócznię i przebił Jego bok, i wyszły woda i krew). Dodatek pochodzi z Jana 19,34 i jest charakterystyczny dla rękopisów aleksandryjskiej tradycji. Posiadają go kodeksy: Synajski, Watykański, Kodeks Efrema, 1010, niektóre syryjskie i etiopskie rękopisy.
W Ewangelii według Łukasza 4,17 ma wariant καὶ ἀνοίξας τὸ βιβλίον (i otworzył księgę), wspierany przez rękopisy A, B, W, Ξ, 33, 892, 1195, 1241, 'ℓ' 547, syrs, h, pal, copsa, bo, przeciwko wariantowi καὶ ἀναπτύξας τὸ βιβλίον (i rozwinął księgę) wspierany przez א, Dc, K, Δ, Θ, Π, Ψ, f1, f13, 28, 565, 700, 1009, 1010, oraz rękopisy tekstu bizantyjskiego.
Łk 9,55b-56a – καὶ εἶπεν, Οὑκ οἴδατε οἵου πνεύματος ἑστε ὐμεῖς; ὀ γὰρ υἰὸς τοῦ ἁνθρώπου οὑκ ἦλθεν ψυχὰς ἁνθρώπων ἁπολέσαι ἁλλὰ σῶσαι (a On powiedział: "Nie wiecie jakiego ducha jesteście; Syn Człowieczy nie przyszedł zatracać dusze ludzkie, ale zbawiać"); frazy tej brak również w następujących kodeksach: Sinaiticus, Vaticanus, Ephraemi, Koridethi, Zacynthius, 33, 700, 892, 1241, syr, copbo.
Uchodzi za czwarty dobry rękopis Ewangelii, wyprzedzany jest jedynie przez p75, Kodeks Watykański i Kodeks Synajski . Najważniejszą cechą kodeksu, która stanowi o jego wartości jest obecność krótkiego zakończenia Ewangelii według Marka. Rękopis nosi wiele poprawek naniesionych przez późniejszego korektora. Poprawki reprezentują tekst bizantyjski, podobnie jak poprawki w innych aleksandryjskich rękopisach.

## Historia

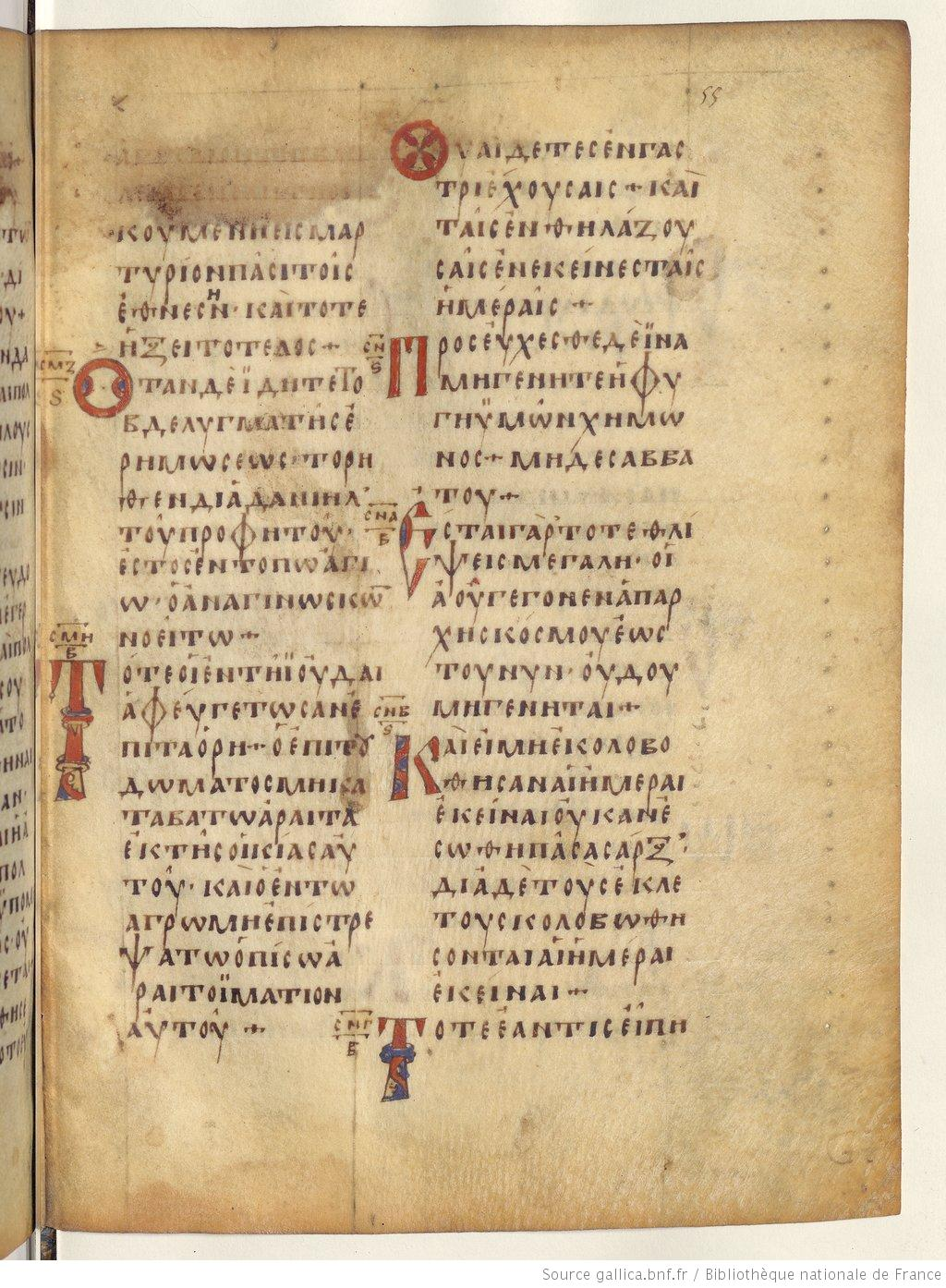
Codex Regius Grec 62, folio 55 recto

Wettstein datował kodeks na początek VII wieku, Griesbach na VIII lub IX wiek, Scholz, Scrivener i Gregory na VIII wiek. Obecnie datowany jest przez INTF na wiek VIII .
Skryba był Egipcjaninem, z tendencją do nadawania literom raczej koptyjskiego kształtu niż greckiego, sądzi się więc, że rękopis powstał w Egipcie. Skryba być może nie znał greckiego, a na pewno był bardziej przyzwyczajony do pisania po koptyjsku niż grecku . Nie wiadomo kiedy, ani w jaki sposób trafił do Paryża. Wiadomo tylko, że musiał tam trafić przed rokiem 1550, ponieważ tekst kodeksu cytowany był przez Roberta Estienne (Stefanusa) w jego Editio Regia z 1550 roku. Odtąd jest cytowany w niemal każdym wydaniu greckiego NT. Stefanus oznakował go symbolem η. Wettstein wybiórczo i powierzchownie skolacjonował tekst rękopisu w roku 1715. Wettstein wprowadził go na listę rękopisów Nowego Testamentu i nadał dlań siglum L, który po dziś dzień jest stosowany.
Griesbach skolacjonował go z wielką starannością i bardzo wysoko oceniał jego tekst. Zauważył on podobieństwo do cytatów Orygenesa. Griesbach dokładnie skolacjonował tekst rękopisu, z wyjątkiem rozdziałów 8-18 w Ewangelii według Mateusza. Scholz skolacjonował partię ominiętą przez Griesbacha. Pełny tekst kodeksu został wydany w 1846 roku przez Tischendorfa (Monumenta sacra inedita), jednak z błędami. Aż do tej pory jedynym pełnym wydaniem tekstu kodeksu pozostaje wydanie Tischendorfa. Współcześni bibliści korzystając zeń korygują je w oparciu o aparat krytyczny wydania Nestle-Alanda (nie uwzględnia wszystkich wariantów). Kodeks jest cytowany w krytycznych wydaniach Nowego Testamentu Nestle-Alanda. Wliczany jest do rękopisów cytowanych w pierwszej kolejności
Facsimile niewielkich fragmentów kodeksu wydał Scrivener w 1861 i 1873 roku (patrz ilustracje). Ostatnia strona Ewangelii Marka wydana została metodą facsimile w 1884 roku przez Martina. Ponownie wydał ją Henri Omont w 1892 roku (patrz ilustracja)  i w 1896 roku. Frederic Kenyon ponownie wydał stronę z zakończeniem Marka. Facsimile innej strony kodeksu wydał William Hatch. Zachodzi potrzeba przygotowania nowego wydania .
Gregory widział kodeks w 1883 roku. W 1908 roku dał mu siglum 019, którym od tej pory najczęściej oznaczany jest rękopis .